# 國際工程技術學會
國際工程與技術學會又被译为英国工程技术学会是工程技术领域的专业学术学会，该學會的总部位于英國倫敦，在美国、中国、印度等地均设有办公室。该学会在全球150个国家拥有十六万八千个会员。

## 历史
該学会是由英国电气工程师学会（IEE）与英国企业工程师学会（IIE）于2006年3月合并后的产物，其前身英国电气工程师学会的歷史可以追溯到1871年，目前它已獲英國工程委員會授權以評估候選工程人員，以考核能否將其列入ECUK的註冊專業工程師中的一員。

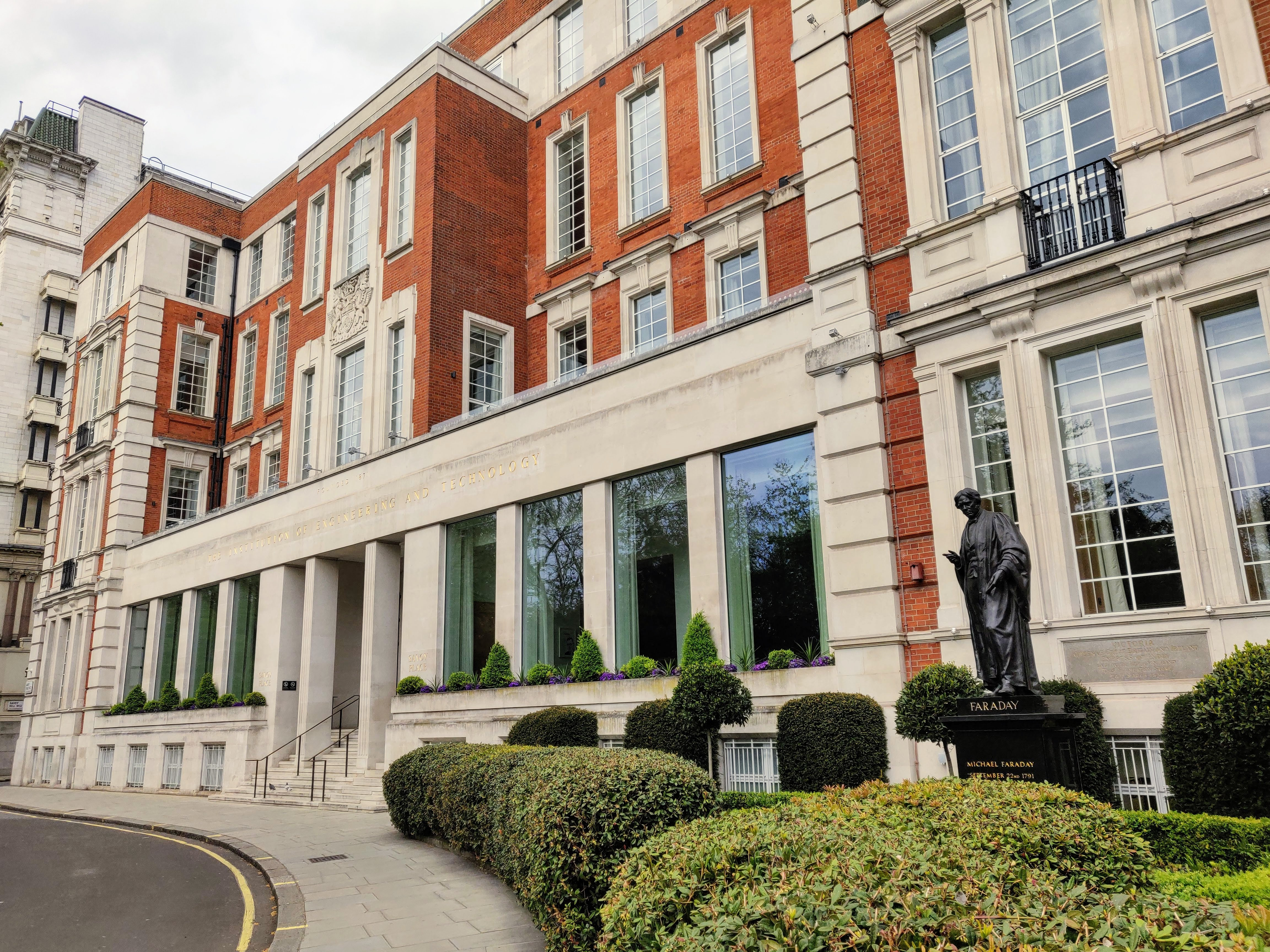
攝於2020年4月，IET的總部辦事處。

## 會員類別
IET会员类型分为： 荣誉会士、会士、专业会员、普通会员和学生会员。
- 荣誉会士（Hon FIET）：由IET董事会选举，面向对IET或其自身工程科技领域有特殊贡献的专业人士。
- 会士：面向在工程科技领域内不断取得成绩，并担负重要职责的专业人士。
- 专业会员（MIET）：面向有工程技术教育背景和工作经验的工程技术人员。
- 普通会员（Associate）：面向从事工程技术相关工作或对工程技术有浓厚兴趣的人。
- 学生会员（Student Member）：面向职业规划为从事工程技术工作的学生包括本科生、研究生和博士生。